# La Aldeíta
La Aldeíta är en ort i Mexiko.   Den ligger i kommunen Silao de la Victoria och delstaten Guanajuato, i den centrala delen av landet, 290 km nordväst om huvudstaden Mexico City. La Aldeíta ligger 1 759 meter över havet och antalet invånare är 370.
Terrängen runt La Aldeíta är en högslätt. Runt La Aldeíta är det tätbefolkat, med 297 invånare per kvadratkilometer. Närmaste större samhälle är Silao, 6,0 km nordost om La Aldeíta. Omgivningarna runt La Aldeíta är en mosaik av jordbruksmark och naturlig växtlighet.